# Aleksander Videčnik
Aleksander Jakob Videčnik, slovenski zgodovinar in urednik, * 11. december 1920, † 6. marec 2019.
Bil je višji upravni delavec in upokojeni direktor Celjske mestne hranilnice. Raziskoval je zadružništvo in hranilništvo, posebno pa delovanje Mihaela Vošnjaka ter kulturno zgodovino Zgornje Savinjske doline. Po prihodu v Mozirje (1977) se kot tajnik vključil v delo Turističnega društva Mozirje, bil je urednik lokalnega časopisa Savinjske novice ter aktivni član in predsednik Kulturnega društva Mozirje. .

## Odlikovanja in nagrade
Prejel je medaljo za delo (1960), red za delo s srebrnim vencem (1988) in častni znak Republike Slovenije (2002). Javni sklad Republike Slovenije za kulturne dejavnosti (JSKD) mu je v letu 2013 podelil srebrno plaketo za pomemben prispevek k ohranjanju in proučevanju bogate kulturne dediščine in ljudskega izročila Zgornje Savinjske doline. Bil je častni član Arhivskega društva Slovenije.
Leta 2001 je prejel častni znak svobode Republike Slovenije z naslednjo utemeljitvijo: »za dolgoletno delo pri ohranjanju kulturne dediščine Zgornje Savinjske doline in za drugo zaslužno delo ob 80-letnici«.